# Corrigiola telephiifolia var. telephiifolia
Corrigiola telephiifolia subsp. telephiifolia é uma variedade de planta com flor pertencente à família Caryophyllaceae. 
A autoridade científica da variedade é Pourr., tendo sido publicada em Hist. & Mém. Acad. Roy. Sci. Toulouse 3: 316 (1788).

## Portugal
Trata-se de uma variedade presente no território português, nomeadamente em Portugal Continental.
Em termos de naturalidade é nativa da região atrás indicada.

## Protecção
Não se encontra protegida por legislação portuguesa ou da Comunidade Europeia.